# Bistum Pontoise
Das Bistum Pontoise (lateinisch Dioecesis Pontisarensis, französisch Diocèse de Pontoise) ist eine in Frankreich gelegene römisch-katholische Diözese mit Sitz in Pontoise.
Es wurde am 9. Oktober 1966 als Bistum begründet und gehört als Suffraganbistum dem Erzbistum Paris an.
Das 1.248 km² große Bistum wurde aus Gebieten des Bistums Versailles herausgelöst.

## Bischöfe
- André Rousset (1966–1988)
- Thierry Jordan (1988–1999) (dann Erzbischof von Reims)
- Hervé Jean Luc Renaudin (2000–2003)
- Jean-Yves Riocreux (2003–2012) (dann Bischof von Basse-Terre)
- Stanislas Lalanne (2013–2024)
- Benoît Bertrand (seit 2024)

## Weblinks

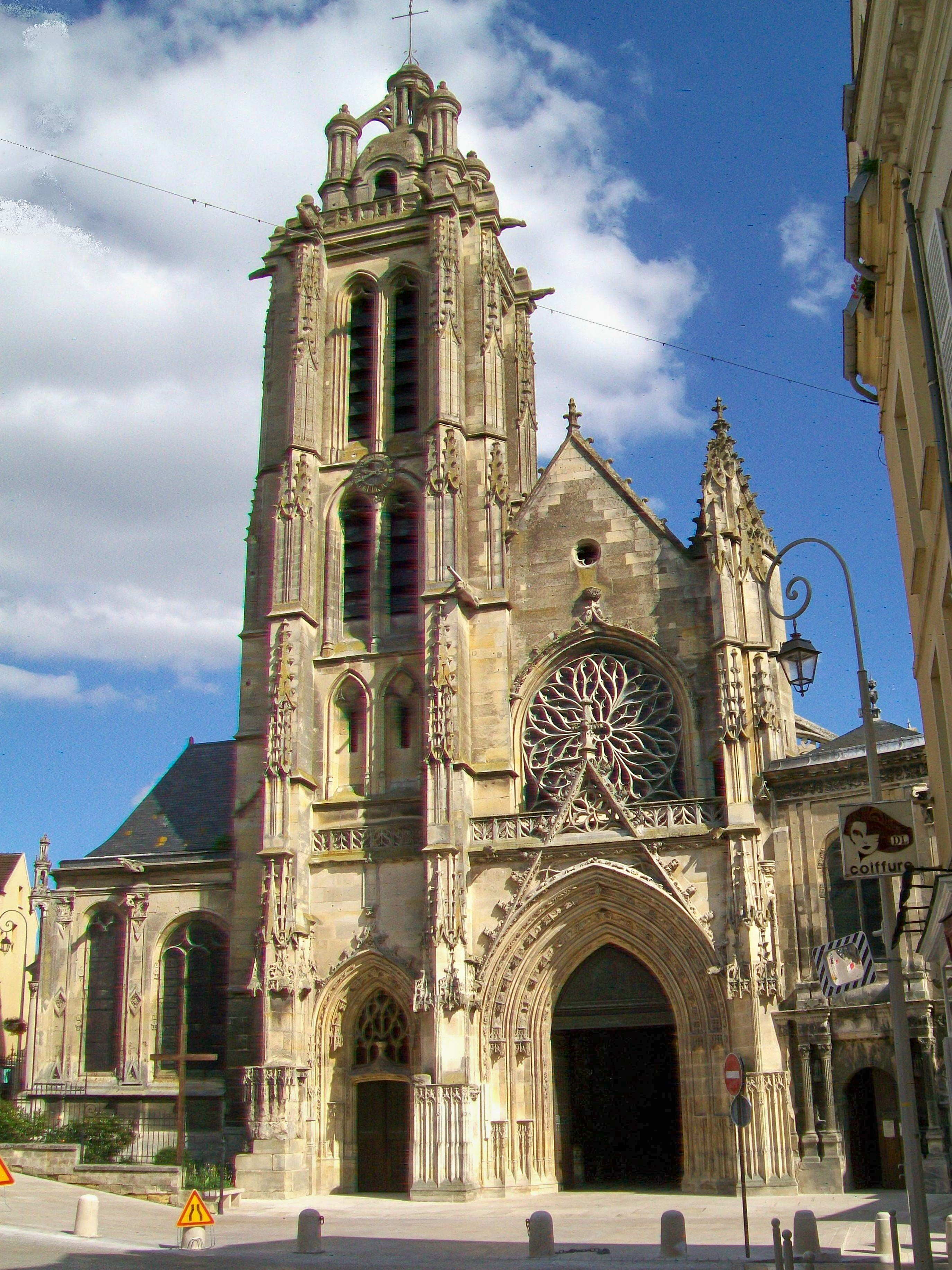
Kathedrale Saint-Maclou zu Pontoise